# Ta Village
Ta Village är en ort i Mikronesiska federationen.   Den ligger i kommunen Ta Municipality och delstaten Chuuk, i den västra delen av landet, 500 km väster om huvudstaden Palikir. Ta Village ligger 16 meter över havet och antalet invånare är 253.
Terrängen runt Ta Village är mycket platt.  Närmaste större samhälle är Satowan Village, 11,4 km nordost om Ta Village. 